# Zvonimir Bohte
Zvonimir Bohte - Dragi, slovenski matematik, * 17. junij 1935, Ljubljana.
Bohte je na Fakulteti za matematiko in fiziko Univerze v Ljubljani delal od leta 1960 do upokojitve leta 1999 (od 1977 kot izredni, od 1982 pa kot redni profesor matematike). Tako raziskovalno kot pedagoško se je ukvarjal predvsem z numerično analizo in njeno širšo uporabo, tudi v linearni algebri in diferencialnih enačbah, vključno z izdelavo ustreznih računalniških programov. Predmet numerična analiza je poučeval 35 let. Leta 2023 je imela njegova bibliografija 283 enot, med njimi 8 univerzitetnih učbenikov.

## Zgodnja leta in študij
Rodil se je 17. junija 1935 v Ljubljani. Mati Anica, rojena Matelič, je bila gospodinja, oče Zvonimir je bil topniški oficir v Vojski Kraljevine Jugoslavije. Do leta 1939 so živeli v Mariboru, nato do konca aprila 1941 v Beogradu, kjer je bil oče major v generalštabu. Vojno so preživeli v Ljubljani, po njej je oče delal v prosveti trgovske stroke, nazadnje kot direktor Šolskega centra za blagovni promet. Po osnovni šoli (1941–1945) in maturi na Poljanski gimnaziji (1953) je Bohte študiral matematiko na Univerzi v Ljubljani. Bil je tudi član ekipe Košarkaškega društva Slovan. Diplomiral je 4. novembra 1957, po diplomskem izpitu iz šestih predmetov, treh pri profesorju Josipu Plemlju in treh pri profesorju Ivanu Vidavu.

## Numerična analiza
Po diplomi se je zaposlil na Fizikalnem inštitutu Jožefa Stefana; predstojnik odseka, kjer je delal, je bil Miodrag V. Mihailović. Leta 1958, po odsluženi vojaščini v Varaždinu in Klani nad Reko, je bil potrjen kot asistent za matematiko na Katedri za matematiko, ki je takrat postala del Naravoslovne fakultete Univerze v Ljubljani. Istega leta je dobil študentsko Prešernovo nagrado za delo Dvoparametrične grupe matrik. V šolskem letu 1961/62 je bil na izpopolnjevanju iz programiranja na Univerzi v Københavnu kot štipendist UNESCO. Univerza računalnika GIER podjetja Regnecentralen ni dobila pravočasno, je pa uspel zadnje tri mesece delati na takem računalniku Geodetskega inštituta v Københavnu, kjer so ga že imeli. Stroj je bil že druge generacije, tranzistorski, in za velikostni razred močnejši od prvega slovenskega elektronskega računalnika ZUSE Z23, na katerem je Bohte delal po vrnitvi. 20. 6. 1962 je postal predavatelj za numerično analizo in jo nato poučeval od 1964 do 1999. Od leta 1964 je bil tudi višji strokovni sodelavec v Računskem centru IMFM in tam leta 1966 izvoljen za predstojnika. V šolskem letu 1966/67 je bil znanstveni sodelavec na Battersea College of Technology (University of Surrey) v Londonu, ukvarjal se je predvsem z numeričnimi problemi v linearni algebri. Več let je sodeloval v sekciji za popularizacijo matematike pri Društvu matematikov, fizikov in astronomov in bil tudi član uredniškega odbora Obzornika za matematiko in fiziko. Napisal je več daljših elaboratov za numerično reševanje matematičnih problemov na računalniku Z23.
Leta 1971 je pod mentorstvom profesorja Ivana Vidava Bohte doktoriral iz matematičnih znanosti s tezo Analiza zaokrožitvenih napak pri reševanju pasovnih sistemov linearnih enačb po Gaussovi metodi. V 1972 je bil izvoljen za docenta za predmete numerična analiza, numerične metode in specialni tečaj. Poleg rednih predavanj za študente matematike na FNT je predaval razne predmete s področja numerične matematike tudi za študente računalništva in informatike na drugi stopnji FE, na tretji stopnji konstrukcijske smeri FAGG, na tretji stopnji metalurgije na FNT, na tretji stopnji Tehnične vojne akademije v Zagrebu in na tretji stopnji matematike na PMF (Naravoslovno-matematična fakulteta) v Zagrebu. V letih 1967 in 1968 je bil predstojnik Računskega centra na Inštitutu za matematiko, fiziko in mehaniko (IMFM), od 1972 do 1974 pa predstojnik Oddelka za matematiko IMFM.
Leta 1977 je Bohte postal izredni, leta 1982 pa redni profesor za numerično matematiko. Za študente matematike je predaval predmete numerične metode, numerična analiza in končna aritmetika. Predaval je še predmete s področja numerične matematike na podiplomskem študiju FE in FAGG v Ljubljani ter TF v Mariboru. Kot gost je imel 5 predavanj na univerzi v Trstu in 2 predavanji na univerzi v Novem Sadu. Z referati je sodeloval na 7. kongresu matematikov, fizikov in astronomov Jugoslavije v Bečićih (1980), na 11 jugoslovanskih simpozijih: na Bledu (1979), v Zagrebu (1980), Ljubljani (1981, 1986), Novem Sadu (1982, 1985), Splitu (1984), Nišu (1984), Hercegnovem (1984), na Jahorini (1986) in v Cavtatu (1986) ter na treh simpozijih v tujini: v ČSSR (1979), Veliki Britaniji (1980) in Avstriji (1981). Na obeh simpozijih v Ljubljani je bil predsednik organizacijskega odbora in urednik zbornikov referatov. V letih od 1982 do 1990 je bil direktor IMFM.
Bil je mentor pri treh doktorskih disertacijah, enajstih magistrskih delih in sedeminosemdesetih diplomskih nalogah.

## Priznanje
Leta 2002 je Bohte postal zaslužni profesor Univerze v Ljubljani.

## Družina
Bohtetova starša sta imela dva sinova, Boruta in Zvonimirja mlajšega. Borut Bohte, rojen 1932, je bil redni profesor za mednarodno pravo na Pravni fakulteti v Ljubljani, pozneje tudi zaslužni profesor.
Bohte se je leta 1958 oženil s Tamaro Kandare, sošolko od četrtega razreda nižje gimnazije, kasneje študentko nemščine in angleščine, poročeno Bohte. Rodila sta se jima sin Bojan, rojen 1959, in hči Maja, rojena 1966. Bojan je umrl v prometni nesreči 17. avgusta 1984.

### Galerija
- Poročna fotografija, 1958.
- Z družino, 2016.

## Izbrana dela
Izbor obsega enajst del: pet znanstvenih člankov, dve monografiji, tri učbenike in eno raziskovalno nalogo.
1. »Numerical solution of the inverse algebraic eigenvalue problem [Numerična rešitev inverznega algebraičnega problema lastnih vrednosti]«. The Computer journal. 10 (4): 385–388. 1968. COBISS 8588633. ISSN 0010-4620.
2. »On solvability of some two-parameter eigenvalue problems in Hilbert space [O rešljivosti nekaterih dvoparametrskih problemov lastnih vrednosti v Hilbertovem prostoru]«. Proceedings. Section A, Mathematics. 68 (6): 27–39. 1968. COBISS 8589401. ISSN 0308-2105.
3. »Bounds for rounding errors in the Gaussian elimination for band systems [Meje zaokrožitvenih napak v Gaussovi eliminaciji za pasovne sisteme]«. Journal of the Institute of mathematics and its applications. 16: 133–142. 1975. COBISS 8594777. ISSN 0020-2932.
4. Bohte, Zvonimir; Grad, Janez (1977). »On composite polynomial deflation by a quadratic factor [O kompozitni polinomski deflaciji s kvadratnim faktorjem]«. Glasnik matematički. Serija 3. 12(32) (3): 199–208. COBISS 5229913. ISSN 0017-095X.
5. Bobkov, Vladimir Vasiljevič; Bohte, Zvonimir (1988). »Adaptive methods for numerical solution of stiff systems of ordinary differential equations [Adaptivne metode za numerično reševanje togih sistemov navadnih diferencialnih enačb]«. Facta Universitatis. Series: Mathematics and informatics. 3: 87–96. COBISS 8606297. ISSN 0352-9665.
6. Numerično reševanje enačb. Knjižnica Sigma, 8. Ljubljana: Mladinska knjiga. 1964. str. 151. COBISS 1539329.
7. Uvod v numerično računanje. Knjižnica Sigma, 57. Ljubljana: Društvo matematikov, fizikov in astronomov Slovenije. 1995. str. 138. COBISS 48641792. ISBN 961-212-043-9.
8. Numerične metode. Zbirka Matematika - fizika, 10. Ljubljana: Državna založba Slovenije. 1978. str. 159. COBISS 137473.
9. Numerično reševanje nelinearnih enačb. Zbirka Matematika - fizika, 34. Ljubljana: Društvo matematikov, fizikov in astronomov Slovenije. 1993. str. 175. COBISS 34552832. ISBN 961-212-002-1.
10. Numerično reševanje sistemov linearnih enačb. Zbirka Matematika - fizika, 37. Ljubljana: Društvo matematikov, fizikov in astronomov Slovenije. 1994. str. 204. COBISS 45529344. ISBN 961-212-040-4.
11. Dvoparametrične grupe matrik : [raziskovalna naloga]. Ljubljana: [Z. Bohte]. 1958. str. 15. COBISS 5394777.